# Nouveau Projet
 (août 2018).
Nouveau Projet est un magazine culture et société québécois, lancé à Montréal en mars 2012 par le journaliste Nicolas Langelier et le philosophe Jocelyn Maclure. Sa vocation est de publier des textes pour permettre de mieux comprendre les enjeux de notre époque. 

## Histoire de la revue
C'est en 2011 que Nicolas Langelier lance le projet du magazine Nouveau projet ,,. Le professeur en philosophie à l'Université Laval, Jocelyn Maclure le contacte alors pour collaborer avec lui et est désigné coéditeur de la publication. Nicolas Langelier lance une campagne de financement sur la plateforme Kickstarter qui lui permet d'amasser plus de 10 000$ pour créer officiellement Nouveau Projet l'année suivante,.    
Le magazine reçoit l’appui financier du Gouvernement du Canada par l’entremise du Fonds du Canada pour les périodiques, qui relève du Ministère du Patrimoine canadien. Il est également membre de la Société de développement des périodiques culturels québécois (SODEP) depuis 2014. Le magazine Nouveau Projet est tiré à 10 000 exemplaires, publié deux fois par année (au printemps et à l'automne) et diffusé dans quelque 2 000 points de vente au Québec et des librairies en ligne.   
Nouveau Projet est récipiendaire de nombreuses distinctions. En 2015, il était le premier magazine francophone à recevoir le prestigieux titre de « Magazine de l'année » aux 38e prix du Magazine canadien, un titre pour lequel il était pour la troisième fois consécutive en lice en 2016 (2014, 2015 et 2016). Il remporte le titre à nouveau en 2019. 
La revue fait partie des réalisations de la maison d'édition Atelier 10, fondée également par Nicolas Langelier et Jocelyn Maclure, en 2011. On y retrouve entre autres, la collection Documents, lancée en 2012 avec son premier ouvrage La juste part de David Robichaud et Patrick Turmel, qui publie des essais réfléchissant aux enjeux actuels de la société québécoise. La maison d'édition publie également la collection Pièces, fondée en 2014, axée sur des œuvres théâtrales et Journalisme 9, collaboration inédite entre Atelier 10 et La Pastèque.

## Comité de rédaction, collaborateurs et collaboratices
Nicolas Langelier est le rédacteur en chef du magazine Nouveau Projet depuis son lancement. Au moment de la fondation du magazine, le comité éditorial était composé de l'autrice Caroline Allard, de la réalisatrice Marie-Claude Beaucage et du chroniqueur en arts visuels Nicolas Mavrikakis.

### Collaborateurs
Liste non exhaustive de collaborateurs et collaboratrices qui ont participé au contenu de Nouveau Projet depuis sa création:
- Gabriel Anctil
- Samuel Archibald
- Isabelle Arsenault
- Mathieu Arsenault
- Sophie Bienvenu
- Marie-Claire Blais
- Nathalie Bondil
- Serge Bouchard
- Fanny Britt
- Evelyne de la Chenelière
- Monia Chokri
- Nicolas Dickner
- Sylvie Drapeau
- Nora Chabib
- Francis Dupuis-Déri
- Alain Farah
- Carole Fréchette
- Margie Gillis
- Jacques Godbout
- Daniel Grenier
- Louis Hamelin
- Stéphane Lafleur
- William S. Messier
- Michel Rabagliati
- Marc Séguin
- Thomas O. St-Pierre
- Kim Thúy
- Élise Turcotte
- Daniel Weinstock
- Audrée Wilhelmy

## Prix et honneurs

### Prix du magazine canadien[10]
- 2013 : Médaille d'or, catégorie Journalisme personnel : Fanny Britt, Faux-self mon amour, Nouveau Projet 02.

- 2015 : Magazine de l'année au Canada.
- 2015 : Médaille d'or, catégorie Direction artistique pour l'ensemble d'un numéro : Jean-François Proulx pour Nouveau Projet 06.
- 2015 : Médaille d'or, catégorie Parole et images : Pierre-Yves Cézard et Rémy Bourdillon, La pointe des utopies, Nouveau Projet 06.
- 2015 : Médaille d'argent, catégorie Dossier thématique-imprimés : dossier Régénérescences, Nouveau Projet 06.

- 2019 : Magazine de l'année au Canada.
- 2019 : Meilleur magazine, actualité, affaires, intérêt général.
- 2019 : Médaille d'argent, catégorie Direction artistique pour l'ensemble d'un numéro : Jean-François Proulx, Nouveau Projet 13.
- 2019 : Médaille d'argent, Grand prix du numéro, pour Nouveau Projet 14.
- 2019 : Médaille d'argent, catégorie Unique et hors-catégorie, pour le bédéreportage de Martin PM, Le bonheur en transition.

- 2022 : Médaille d'argent, catégorie Essais pour Le droit de penser de Maïka Sondarjee.
- 2022 : Médaille d'or, catégorie Unique et hors catégorie pour Opacité dans la cité de Rémy Bourdillon et Geneviève Bigué.

### Prix d'excellence de laSODEP
- 2015 : Prix d'excellence, catégorie Prose pour « la goutte » de Kim Thúy[13].

- 2016 : Prix d'excellence, catégorie Portrait ou entrevue décernée à Daniel Grenier pour « Délier la langue »[14].
- 2016 : Prix d'excellence, catégorie Prose pour « Tu m’as fait bruler ma sauce Mornay » de Sophie Bienvenu[14].